# 플로리안 그릴리치
플로리안 그릴리치(독일어: Florian Grillitsh, 1995년 8월 7일 ~ )는 오스트리아의 축구 선수이다. 현재 소속팀은 1899 호펜하임이며, 공격형 미드필더, 중앙 미드필더, 수비형 미드필더 포지션에서 고루 활약한다.

## 클럽 경력
그릴리치는 2001년 오스트리아의 SVSF 포트샤흐 유소년팀에서 선수 생활을 시작했으며 2008년부터는 SKN 장크트푈텐의 유소년 아카데미에서 활동하다 2013년 7월 1일 독일의 베르더 브레멘에 입단했다.

입단 첫 해인 2013-14 시즌에는, 2013년 9월 21일 VfR 노이뮌스터와의 프로 데뷔 경기를 포함해 베르더 브레멘 II 팀 신분으로 5경기를 치렀으며, 베르더 브레멘의 유소년팀 신분으로 15경기에 출전해 11골을 기록했다.
2014-15시즌에는 베르더 브레멘 II 팀의 주전 멤버로 활약하며 26경기에 출전해 9골을 기록했다. 2군 팀에서의 활약을 바탕으로 빅토르 스크리프니크감독의 부름을 받아 2015-16 시즌 처음으로 베르더 브레멘 1군 스쿼드에 이름을 올리게 된다. 2015년 8월 8일 뷔르츠부르커 키커스와의 DFB-포칼 1라운드 경기에서 연장전을 포함해 120분간 활약하며 1군 데뷔 경기를 치렀으며 2015년 8월 15일 샬케 04와의 경기에서 주장 클레멘스 프리츠와 교체되어 들어가며 분데스리가데뷔 경기를 치렀다.
 2015–16 시즌 초반에는 두각을 드러내지 못했으나, 전반기의 중반부부터는 다양한 포지션 소화능력과 기복없는 활약으로 붙박이 주전 자리를 꿰차는데 성공했다.

## 국가대표 경력
그릴리치는 2011년 8월 30일 슬로베니아와의 경기에서 오스트리아 U-17소속으로 국가대표 데뷔 경기를 치렀고, 이후 각 연령대 대표팀을 거치며 국가대표로 꾸준히 활약하고 있다. 2015년에는 뉴질랜드에서 열린 FIFA U-20 월드컵에 오스트리아 U-20 대표팀의 주전 멤버로 활약하며 팀의 16강 진출을 이끌었다.

## 기록
| 클럽경력 | 클럽경력         | 클럽경력           | 리그 | 리그 | 컵       | 컵       | 대륙대회 | 대륙대회 | 합계 | 합계 |
| 시즌     | 클럽             | 리그               | 출장 | 골   | 출장     | 골       | 출장     | 골       | 출장 | 골   |
| 독일     | 독일             | 독일               | 리그 | 리그 | DFB-포칼 | DFB-포칼 | 유럽     | 유럽     | 합계 | 합계 |
| -------- | ---------------- | ------------------ | ---- | ---- | -------- | -------- | -------- | -------- | ---- | ---- |
| 2013-14  | 베르더 브레멘 II | 독일 북부지역 리그 | 5    | 0    | 0        | 0        | 0        | 0        | 5    | 0    |
| 2014–15  | 베르더 브레멘 II | 독일 북부지역 리그 | 26   | 9    | 0        | 0        | 0        | 0        | 26   | 9    |
| 2015–16  | 베르더 브레멘 II | 3. 리가            | 5    | 1    | 0        | 0        | 0        | 0        | 5    | 1    |
| 2015–16  | 베르더 브레멘    | 분데스리가         | 25   | 1    | 5        | 1        | 0        | 0        | 30   | 2    |
| 2016-17  | 베르더 브레멘    | 분데스리가         | 0    | 0    | 0        | 0        | 0        | 0        | 0    | 0    |
| 합계     | 합계             | 합계               | 61   | 11   | 5        | 1        | 0        | 0        | 66   | 12   |